# Cha Dong-min
Cha Dong-min (kor. 차동민, ur. 24 sierpnia 1986 w Seulu) – południowokoreański zawodnik w taekwondo, mistrz olimpijski.
Jeden raz startował w igrzyskach olimpijskich. W 2008 roku w Pekinie zdobył złoty medal olimpijski w kategorii wagowej powyżej 80 kg.